# جون غولدسبيري
جون غولدسبيري (بالإنجليزية: John Goldsberry)‏ مواليد 19 أكتوبر 1982 في فانداليا، هو لاعب كرة سلة أمريكي سابق. بدأ مسيرته الاحترافية في سنة 2006. يبلغ طوله 6 قدم 3 بوصة (1.9 م). اعتزل اللعب في 2014.

## المسيرة الاحترافية
لعب مع باير جاينتز ليفركوزن في موسم 2006–2007، ثم لعب مع أرتلاند دراغونز في الدوري الألماني في موسم 2007–2008، ثم لعب مع بروس باسكتس من سنة 2008 إلى 2014.

## الإنجازات
- كأس ألمانيا لكرة السلة (2008، 2010، 2011، 2012)
- الدوري الألماني لكرة السلة (2010، 2011، 2012، 2013)

## روابط خارجية
- جون غولدسبيري على موقع الدوري الأوروبي لكرة السلة (الإنجليزية)
- جون غولدسبيري على موقع كرة السلة الأوروبية.كوم (الإنجليزية)
- جون غولدسبيري على موقع DraftExpress.com (الإنجليزية)
- جون غولدسبيري على موقع كلية كرة السلة في سبورتس رفرنس.كوم (الإنجليزية)
- جون غولدسبيري على موقع ريلجم (الإنجليزية)
- جون غولدسبيري على موقع بروبوليرز (الإنجليزية)
- جون غولدسبيري على موقع سبورتس رفرنس (الإنجليزية)